# ロス・チョネロス
ロス・チョネロス (スペイン語:Los Choneros) は、エクアドルのグアヤス県グアヤキルに拠点を置く犯罪組織、麻薬カルテル。
この組織はエクアドルの海岸線の大部分に沿って顕著な存在感を持っている。ロス・チャネロスは麻薬密売、恐喝、強盗などの組織犯罪に関与していることで知られている。メンバーの多くはエクアドルの最重要指名手配リストに載っており、当初の指導者たちは投獄されたり殺害されたりしている。彼らの主なビジネスはコカインをアメリカに輸送することとされている。

## 概要
2024年1月7日にリーダーのホセ・ビジャマルが脱獄し、ノボア大統領は60日間の非常事態宣言をだす。脱獄を引き金に、エクアドルで武力紛争が勃発し、汚職・麻薬密売撲滅作戦により幹部ら約30人が逮捕された。エクアドル政府は、いくつかの組織犯罪グループ、特にロス・チョネロスに対する内戦状態を宣言した。